# Tirrena-Adriàtica 1970
La Tirrena-Adriàtica 1970 va ser la 5a edició de la Tirrena-Adriàtica. La cursa es va disputar en cinc etapes, la darrera d'elles dividida en dos sectors, entre l'11 i el 15 de març de 1970, amb un recorregut total de 913 km.
El vencedor de la cursa fou el belga Antoon Houbrechts (Salvarani), que s'imposà en la general amb 30" sobre el segon classificat, l'italià Italo Zilioli (Faemino). El també italià Felice Gimondi (Salvarani) acabà en tercera posició.

## Etapes
| Etapa | Data       | Recorregut                            | Km    | Vencedor d'etapa       | Líder de la general     |
| ----- | ---------- | ------------------------------------- | ----- | ---------------------- | ----------------------- |
| 1a    | 11 de març | Casal Palocco - Fiuggi                | 192,0 | Marcello Bergamo (ITA) | Marcello Bergamo (ITA)  |
| 2a    | 12 de març | Alatri - Pescasseroli                 | 176,0 | Willy Vekemans (BEL)   | Roberto Ballini (ITA)   |
| 3a    | 13 de març | Pescasseroli - Pineto                 | 200,0 | Patrick Sercu (BEL)    | Roberto Ballini (ITA)   |
| 4a    | 14 de març | Pineto - Civitanova Marche            | 229,0 | Mario Nicoletti (ITA)  | Roberto Ballini (ITA)   |
| 5a A  | 15 de març | S.B del Tronto - S.B del Tronto       | 98,0  | Guerrino Tosello (ITA) | Antoon Houbrechts (BEL) |
| 5a B  | 15 de març | S.B del Tronto - S.B del Tronto (CRI) | 18,0  | Felice Gimondi (ITA)   | Antoon Houbrechts (BEL) |

## Classificació general
|    | Ciclista                 | Equip     | Temps       |
| -- | ------------------------ | --------- | ----------- |
| 1  | Antoon Houbrechts (BEL)  | Salvarani | 24h 50' 25" |
| 2  | Italo Zilioli (ITA)      | Faemino   | + 30"       |
| 3  | Felice Gimondi (ITA)     | Salvarani | + 35"       |
| 4  | Vittorio Adorni (ITA)    | Scic      | + 1' 21"    |
| 5  | Franco Bitossi (ITA)     | Filotex   | + 1' 22"    |
| 6  | Patrick Sercu (BEL)      | Dreher    | + 1' 36"    |
| 7  | Giancarlo Polidori (ITA) | Scic      | + 1' 46"    |
| 8  | Marcello Bergamo (ITA)   | Filotex   | + 1' 59"    |
| 9  | Renato Laghi (ITA)       | Sagit     | + 2' 34"    |
| 10 | Aldo Moser (ITA)         | G.B.C.    | + 2' 40"    |